# Korolevo
 (mars 2025).
Si vous disposez d'ouvrages ou d'articles de référence ou si vous connaissez des sites web de qualité traitant du thème abordé ici, merci de compléter l'article en donnant les références utiles à sa vérifiabilité et en les liant à la section « Notes et références ».
Korolevo (en ukrainien : Королево ; en hongrois : Királyháza ; en slovaque : Kráľovo) est une commune urbaine de l'oblast de Transcarpatie, en Ukraine. Elle compte 10 340 habitants en 2021.

## Géographie
La localité est située sur la rivière Tisza dans la région historique de Ruthénie subcarpathique, à l'extrême-ouest de l'Ukraine. Elle se trouve à neuf kilomètres à l'est de la ville de Vynohradiv.

## Histoire

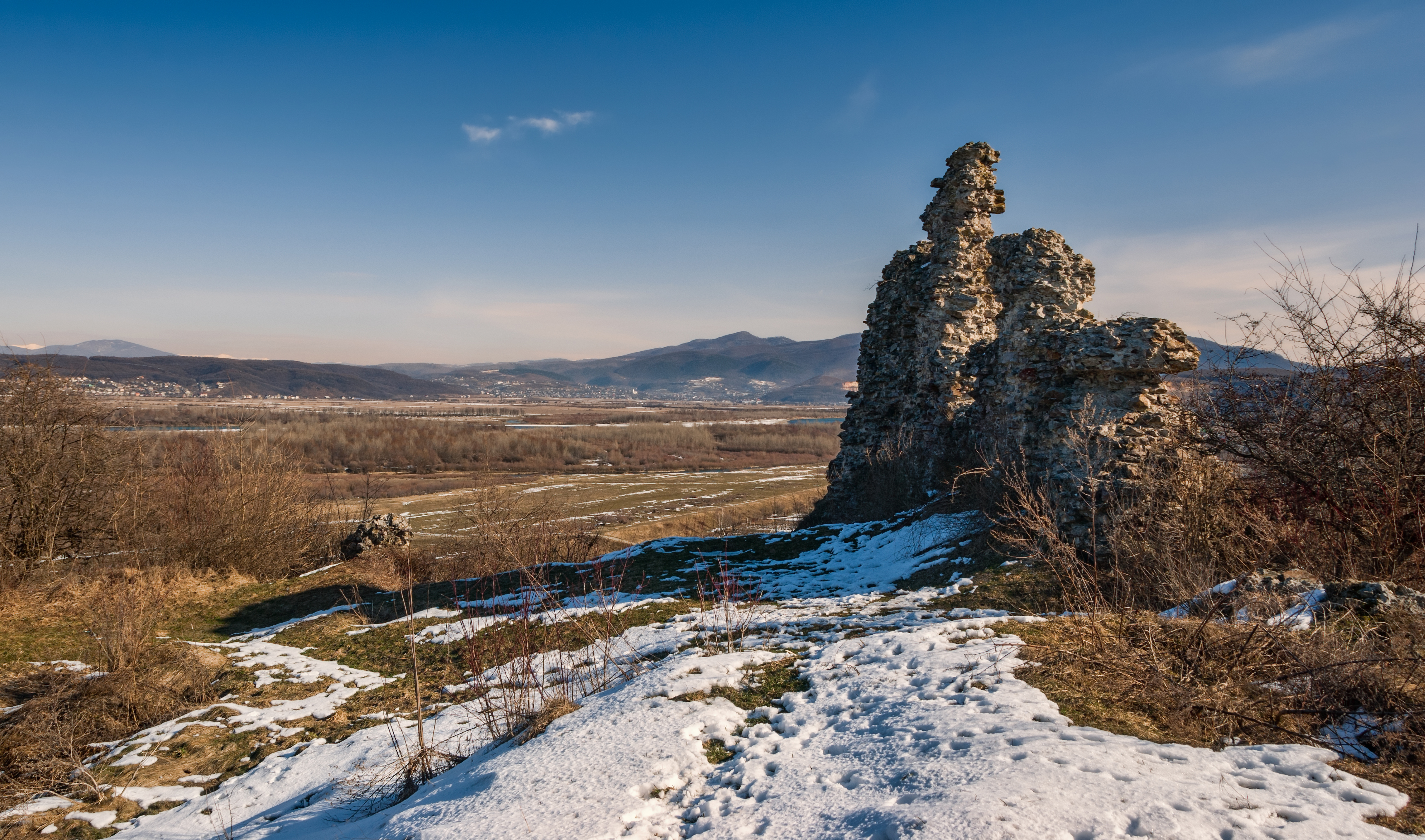
Château à Korolevo, classé.

Le lieu de Domus Regalis (« Maison du Roi ») fut mentionné pour la première fois en 1262. À cette époque, on y trouve un relais de chasse des rois de Hongrie. Au XIVe siècle, le château de Nyalab a été construit ; il fut détruit en 1672.
Jusqu'à la fin de la Première Guerre mondiale, la colonie faisait partie du comitat de Ugocsa au sein du royaume de Hongrie. Par le traité de Saint-Germain-en-Laye signé en 1919, la Ruthénie subcarpathique échoit à la nouvelle République tchécoslovaque ; elle est annexée par l'Union soviétique et attribuée en 1945 à l'Ukraine soviétique devenue indépendante en 1991.